# 広告写真
広告写真（こうこくしゃしん）は、商品、サービス、企業等の宣伝・広告の目的で撮影された写真。コマーシャルフォトとも呼ばれるが、一般に「宣伝写真」とはいわない。また「商業写真」は、結婚式場、百貨店などの撮影スタジオや街の写真館による営業写真まで含むため、広告写真とは区別される。

## 概要
ポスター、チラシや新聞、雑誌等の紙媒体に用いられることが最も一般的であるが、Webに掲載される場合もある。
広告の発展（広告技術の発達）とともに普及し、特に20世紀後半に目覚しく広まった。当初は、それまでのいわゆる美人画を置き換える形で、商品やサービスを象徴する「物」をモデルとともに即物的に撮影するケースがほとんどだったが、後の戦時下でのプロパガンダの研究をきっかけに、広告にグラフィックデザインの概念が定着した1950年代以降は、広告写真は「企業イメージ」の向上といった、より抽象的な訴求を担うことも増えた。いずれにせよ現代においては、最も一般的に目にできる写真様式であるといっても過言ではないほど普及している。
広告写真は、企業等が伝えたいと考える、商品・サービスの長所や利点、良い企業イメージを伝達する目的で演出が施されており、撮影される内容は真実であるとは限らない。また目立たせたいが為に、しばしば誇張をともなうことすらある。そうした観点から、報道写真とは対極を成すといえる。

## 歴史
19世紀末頃から大正時代に中央公論など総合雑誌や週刊誌が次々に創刊され、これら紙媒体の増加に伴い広告表現も変容した。大正時代末頃からイラストから商品写真が主流となっていく。さらに昭和初期の1930年代に印刷技術が進化し、オフセット印刷やグラビア印刷により写真や絵などの転写に適す様式となった。また、同時代には女性向けの化粧品等を扱う資生堂やビールなどの酒類卸会社、洋式の家具やマットレスなど扱う家具屋、石鹸などの日用品など、個人消費を対象とする多様な企業も隆盛となる。こうした企業の一部には、販促を目的として自社内に広告部門を設置し、広告カメラマンを置いて撮影する企業もあった。著名なところでは、資生堂の井深徴などがいる。1930年代のこれら企業内カメラマンが広告写真という言葉を使用した。
戦後から人々の生活や経済が回復してゆくとともに、個人消費も回復し、企業が広告を掲載する紙媒体も多様化していった。本田技研工業や資生堂など一部の上場企業は広告制作部を社内に残したが、広告代理店が出現してTVを含む多様な媒体への取次に特化したことから、次第に企業広告の制作も代理店が担い広告制作会社へ委託するようになってゆく。総合広告代理店が台頭した1980年代頃から、撮影が異なるTV用のCM（ムービー）と区分けする意味で、コマーシャルフォトの用語がみえるようになった。

## ギャラリー

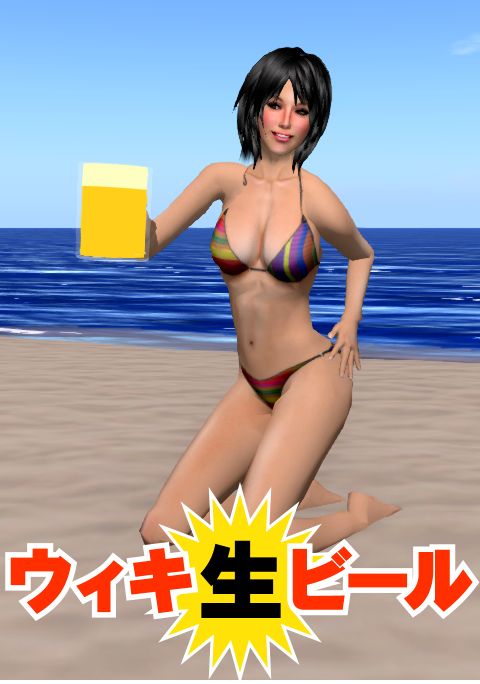
水着姿のキャンペーンガールを使ったビール広告ポスターの例。居酒屋の壁に貼られることが多かったが、00年代以降は廃れた[3]。
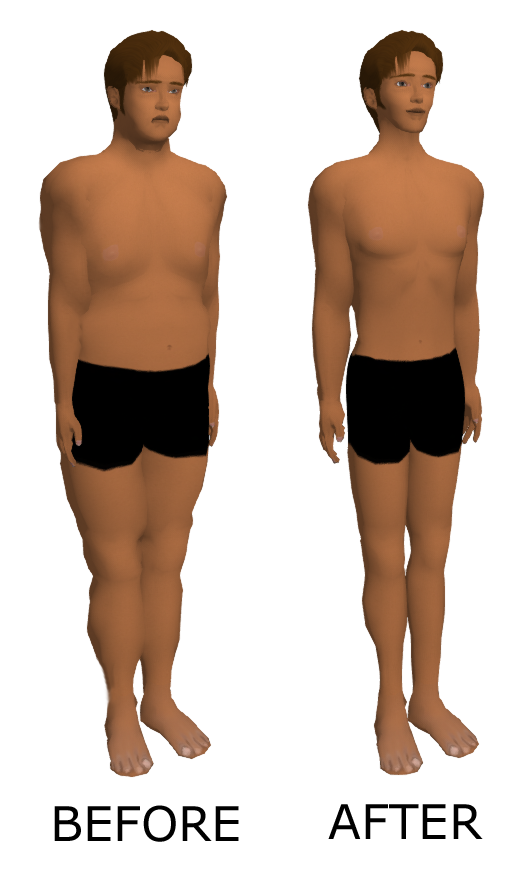
ダイエット広告で定番の比較写真。
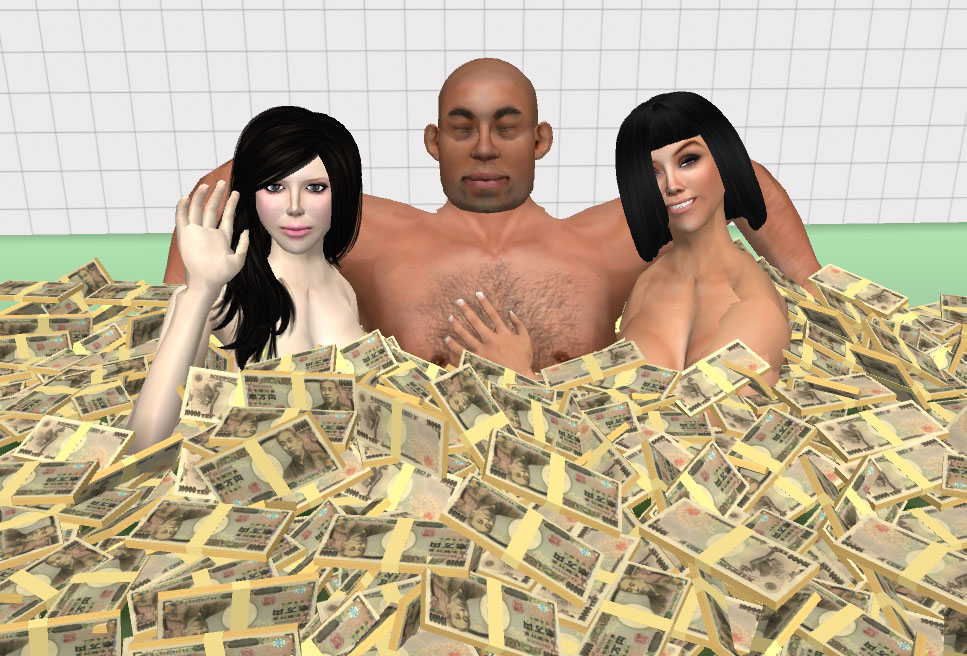
男性向け開運グッズの広告で見られる札束風呂